# Diadegma tamariscator
Diadegma tamariscator là một loài tò vò trong họ Ichneumonidae.